# 傑森·祈雅
傑森·克莱尔（英語：Jason Clare，1972年3月22日—）是一位澳洲政治人物，他的黨籍是澳洲工黨。自2007年開始，他是巴拉斯蘭選區選出的澳大利亞眾議院的議員。他於2011年至2013年間任內政部長兼司法部長。 2022年澳洲聯邦大選後，工黨勝出，祈雅出任教育部長。